# Cetățean în spațiu (colecție de povestiri)
Citizen in Space este o colecție de povestiri științifico-fantastice umoristice de Robert Sheckley din 1955. A fost publicată de Ballantine Books.
Conține povestirile (apărute inițial în revistele trecute între paranteze):
1. "The Mountain Without a Name" (1955)
2. "The Accountant" (F&SF 1954/7)
3. "Hunting Problem" (Galaxy 1955/9)
4. "A Thief in Time" (Galaxy 1954/7) (Un hoț în timp)
5. "The Luckiest Man in the World" (Fantastic Universe 1955/2;  cunoscută și ca "Fortunate Person")
6. "Hands Off" (Galaxy 1954/4)
7. "Something for Nothing" (Galaxy 1954/6)
8. "A Ticket to Tranai" (Galaxy 1955/10) (Un bilet pentru Tranai)
9. "The Battle" (If 1954/9)
10. "Skulking Permit" (Galaxy 1954/12)
11. "Citizen in Space" (Playboy 1955/9; cunoscută și ca "Spy Story")
12. "Ask a Foolish Question" (Science Fiction Stories No. 1, 1953)

Câteva povestiri din acestă colecție au fost traduse în limba română și adunate în colecția Monștrii (1995) (alături de câteva povestiri din colecția Untouched by Human Hands.

## Legături externe
- en  Istoria publicării lucrării Cetățean în spațiu la Internet Speculative Fiction Database